# Véronique Gauthier
Pour les articles homonymes, voir Gauthier.
Véronique Gauthier, née en 1969, est une joueuse française de water-polo.

## Carrière
Avec l'équipe de France féminine de water-polo, Véronique Gauthier est médaillée de bronze aux Championnats d'Europe 1987.